# 布特勒賈區

36°30′10″N 8°06′17″E / 36.5029°N 8.1048°E
布特勒賈區（阿拉伯语：‎），是阿爾及利亞的行政區，位於該國東北部，由塔里夫省負責管轄，首府設於布特勒賈，面積392平方公里，2008年人口36,557，人口密度每平方公里93人。